# بينوا شابوت
بينوا شابوت هو سياسي كندي، ولد في 13 فبراير 1911 في كيبك في كندا، وتوفي في 20 يوليو 2006 في سان جيروم في كندا. انتخب عضو مجلس العموم الكندي.